# 交響曲第2番 (吉松隆)
交響曲第2番『地球にて』（テラにて）は、日本の作曲家、吉松隆が作曲した交響曲である。

## 作曲の経緯
カムイチカプ交響曲と相前後する形で日本交響楽振興財団から委嘱を受け、1990年春から1991年にかけて作曲された。

## 初演
1992年5月22日、東京文化会館において、外山雄三指揮、東京フィルハーモニー交響楽団により初演された。初演の際に時間制限のため、第2楽章「踏歌…北からの」はカットされた。
2002年9月05日、サントリーホールにおいて、藤岡幸夫指揮、日本フィルハーモニー交響楽団により第2楽章「踏歌・・・北からの」を含めた4楽章制の改訂版が初演された。

## 編成
ピッコロ1、フルート2（第2奏者はアルトフルート持ち替え）、オーボエ2、イングリッシュホルン1、変ロ調クラリネット2、バスクラリネット1、ファゴット3、ヘ調ホルン4、ハ調トランペット3、トロンボーン3、テューバ1、ティンパニ5台、打楽器（マラカス、タムタム、コンガ、大太鼓、ヴィブラフォン、トムトム、チューブラー・ベル、マリンバ、グロッケンシュピール、吊るしシンバル、シロフォン、アンティークシンバル）、ピアノ1、弦楽五部。

## 作品の概要
レクイエムとして構想され、作曲された。また、『地球にて』というタイトルについて、作曲者は「手紙の最後に『東京にて』と記す署名のようなもの」と述べている。

### 第1楽章「挽歌…東からの」
アジア風の旋法と旋律の堆積による。チェロにより開始される悲歌は、弦楽全体、オーケストラ全体へと広がってゆく。この楽章では、ほぼ常にGの音がドローンのように響いている。

### 第2楽章「踏歌…北からの」
北の大地の向こうから聞こえてくるダンス・マカブル(死の舞踏)的スケルツォ。凍りついた夜の闇への乾いた賛歌。

### 第3楽章「鎮魂歌…西からの」
ヨーロッパ風のレクイエム。ヴィオラを中心に、つぶやくように歌い交わす旋律で始まる。「Introitus」「Kyrie」「Offertorium」「Sanctus」「Agnus Dei」「Libera Me」と題された6つの部分からなり、「Agnus Dei」部分以外では管楽器は休んでいる。

### 第4楽章「雅歌…南からの」
アフリカ風のリズムによる。マリンバとヴィブラフォンの無窮動的なリズムに弦楽器が絡み、厚みを増してゆく。最後はト長調の主和音上に力強く終結する。

## 備考
2021年の東京オリンピックの開会式の聖火点灯の場面で、本作の第4楽章が使用された。